# قشابية
القشابية هو لباس تقليدي جزائري من ولاية الجلفة الجزائرية يتميز به سكان شمال أفريقيا،
 وتصنع من الوبر والصوف الخالص، وهي ذات قيمة عالية في دول شمال أفريقيا الذين يفضلون ارتدائها ويتفاخرون بها تبعا لجمالية وفعالية القشابية التي يرتديها السكان المحليون لمقاومة البرد القارص في الشتاء، خصوصا في الهضاب العليا التي تنزل بها درجة الحرارة في فصل الشتاء إلى ما دون الصفر.

## النظرة الاجتماعية
يصمد هذا أمام تغير العادات والألبسة بالمجتمع حيث احتفظت القشابية بمكانتها وسط مختلف الفئات الاجتماعية، فارضة نفسها كبديل لمختلف أنواع البذلات الشتوية المعروضة في السوق المحلية، ولا يقتصر ارتداء القشابية على فئة أو منطقة معينة بحيث أصبحت تستهوي عددا متزايدا من الأشخاص، ولامست شعبيتها سكان المناطق الحضرية بعدما كانت تقتصر في الماضي على الأرياف حيث توارثتها المداشر والقرى جيلا عن جيل، ولا يجد الأعيان وكبار الموظفين وكذا مدراء مؤسسات لها وزنها، أي حرج من ارتداء «'القشابية'» بل بالعكس يعتبرونها علامة خاصة ترمز لأصالة انتماءهم الاجتماعي وتميزهم عن بقية السكان الآخرين خاصة عندما يتعلق الأمر بأحسن منتوج يباع في السوق.بالمختصر القشابية نشاركها سكان شمال افريقيا بداية من البلاد التونسيه ثم الى بيقية المغرب العربي بغرض حمايتهم من الاجواء الشتوية

## طريقة صنع القشابية

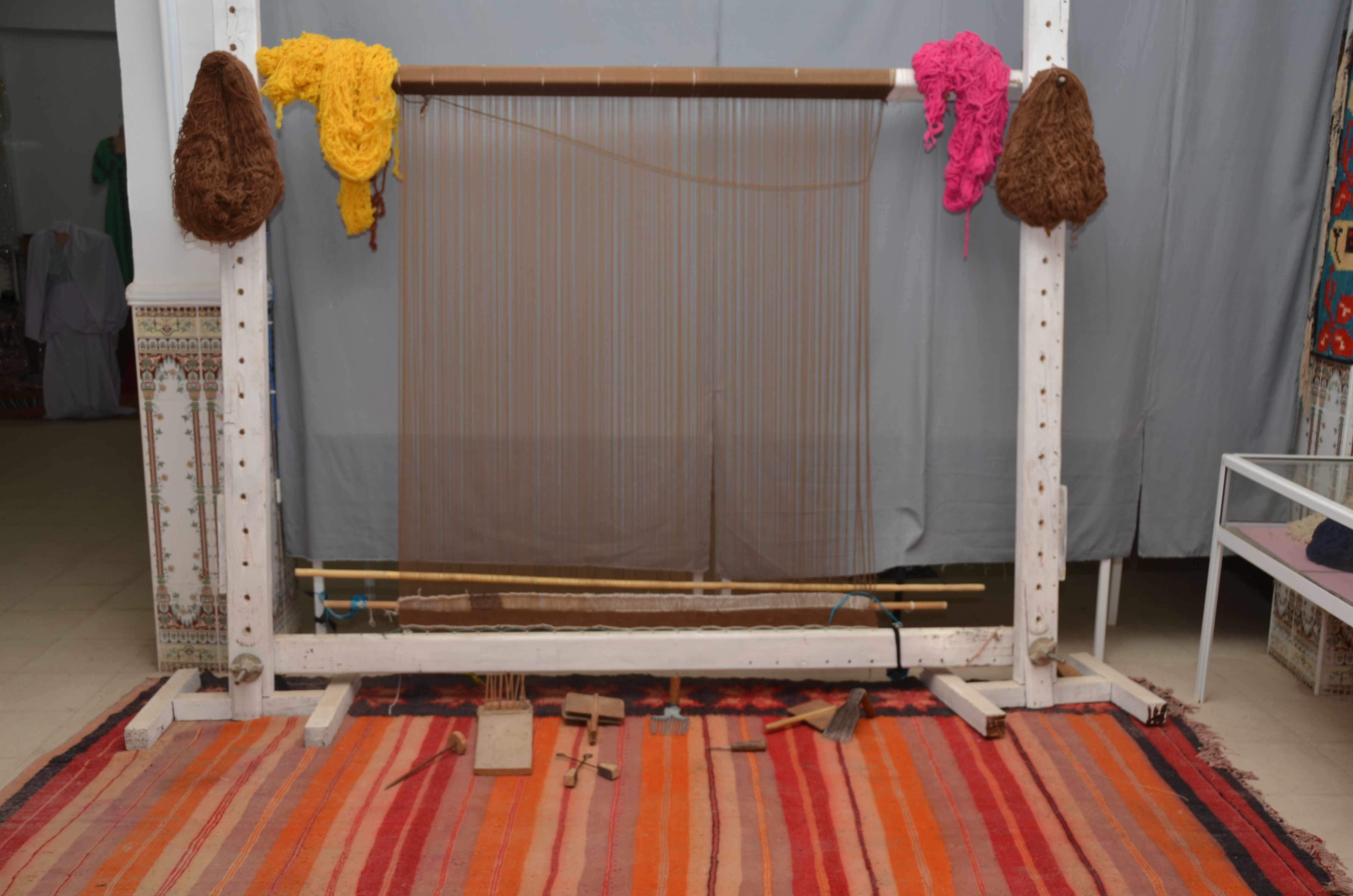
منسج آلة تقليدية من منطقة الجلفة لصناعة القشابية والبرنوس، الصوف والوبر.

تنسج القشابية بطريقة يدوية بحتة فبعد الغسل الجيد وإزالة جميع الشوائب والأتربة العالقة بالمادة الأولية وبعــد تجفيفها، توجه للخلط بالوسائل التقليدية (الثنثار - المشط) كي تتجانس ألوان المادة الأولية، وفي مرحلة متقدمة تبدأ أولـى خطوات الغزل حيث يتم بشم  الصوف أو الوبر يدويا أي خلطه بواسطة آلة يدوية مكونة من جزئين تدعى القرداش، يتم تقطيع الصوف أو الوبر إلى أجزاء قابلة للفتــل ومن ثم تشكل هذه الأجزاء في شكل خيوط رفيعة أو متوسطة السمك حسب المنتج المراد نسجه، وذلك بواسطة آلة يدوية تدعى المغزل الذي يقوم من خلاله بفتل الخيوط من خلال الحركة الدائرية للمغزل، وتحدد كمية المادة الأولية اللازمة للإنتاج من خلال تقدير الناسج.

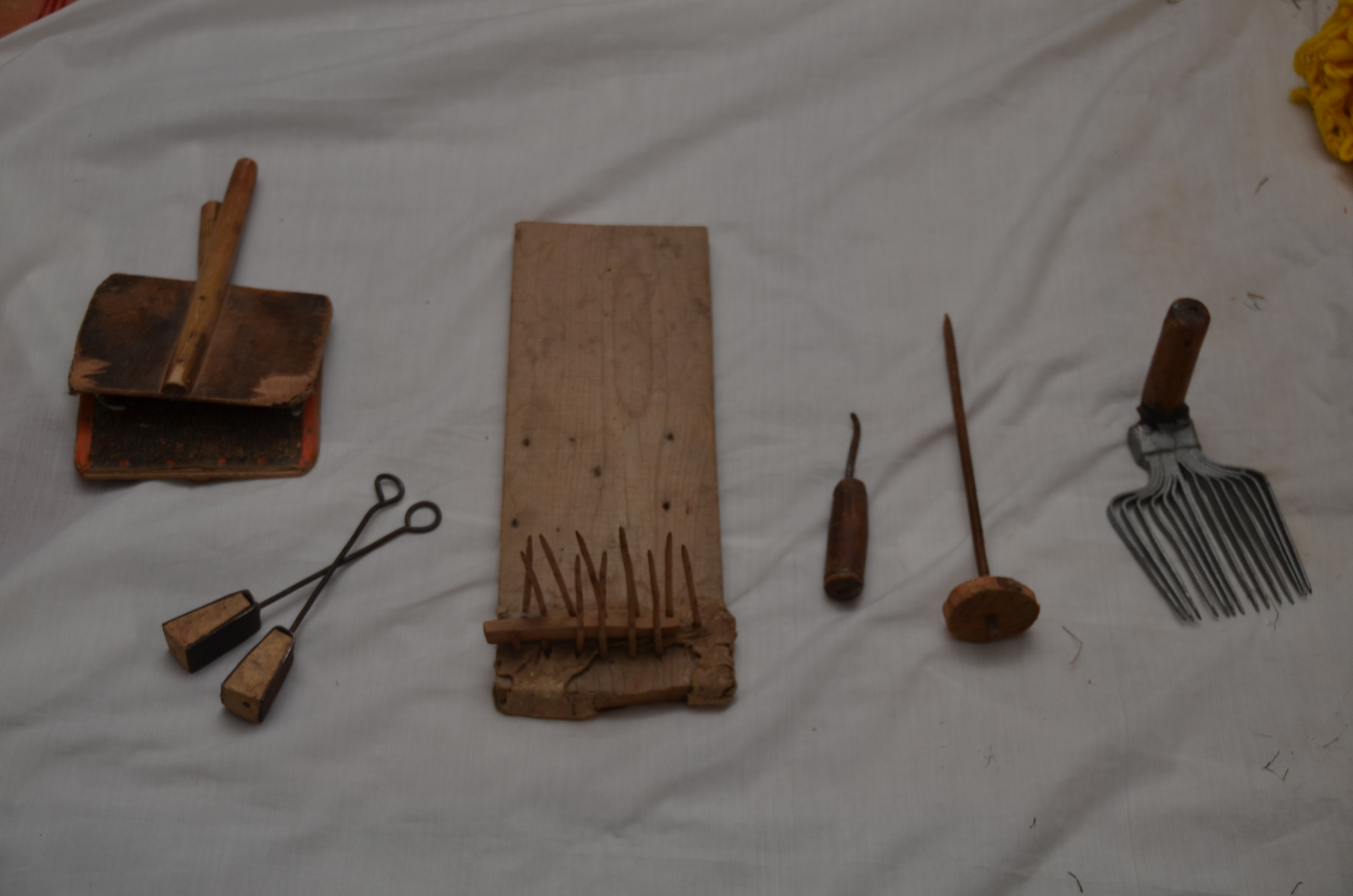
آلات تقليدية تستخدم لتحضير الصوف والوبر من غزل وبشم وحل. تشتهر بها منطقة الجلفة. أسماء الأدوات متعارف عليها بمنطقة الجلفة :مدرة،مغزل،ثنثار،العضاضة،قرداش،خلالة

وحسب المختصين يتم الحصول على الوبر من الإبل الذي تتواجد ثروته بالجزائر بشمال الصحراء مثل النعامة، البيض، الأغواط، غرداية، مسعد بولاية الجلفة، بوسعادة ولاية المسيلة، أولاد جلال  وكذا بمنطقة «جامعة» بولاية الوادي و تقرت وكذا بولاية أدرار حيث يعتبر المادة الأساسية للصناعة النسيجية الراقية، ويمتاز الوبر الذي يتم جمعه بعد جزه يدويا نهاية فصل الربيع وبداية فصل الصيف بالمتانة والخفة كما يمتاز كذلك بنفس ميزات صوف الأغنام من حيث أنه يقي الإبل من تبلل جلودها بماء المطر وكذلك في محافظته على درجة حرارة جسم الحيوان وبخاصة الأيام التي تكون فيها البرودة قاسية غير أن تناقص رؤوس الإبل بالمنطقة وتراجع تربيتها أدى إلى ندرة الوبر مما ساهم في ارتفاع أسعارها علما أن عملية الجز تتم مرة كل سنة.
ومع هذا يحاول الحرفيون اقتناء المادة الأولية حتى وإن كان ثمنها مرتفعا من أجل تحصيل منتوج ذي نوعية يمتاز بالجودة من أجل استقطاب أكبر عدد من الزبائن من محبي الألبسة التقليدية، ويتراوح سعر «القشابية» الوبرية التي يسعى الحرفيون جاهدين للترويج لها في ظل إشكالية التسويق التي يطرحها البعض ما بين 35.000 و90.000 دج في حين يتجاوز سعر «البرنوس» حدود 60.000 دج.

## مناطق صناعة القشابية
المناطق التي تشتهر بها حاليا هي أولاد نايل بالجلفة، وبلدية مسعد على الخصوص إلى غاية الأغواط، بعدما كانت القشابية البيضاء لسيدي خالد وأولاد جلال هي الرائدة في خمسينيات القرن الماضي، بحكم توفر المنطقة على المادة الأولية وهي الصوف.

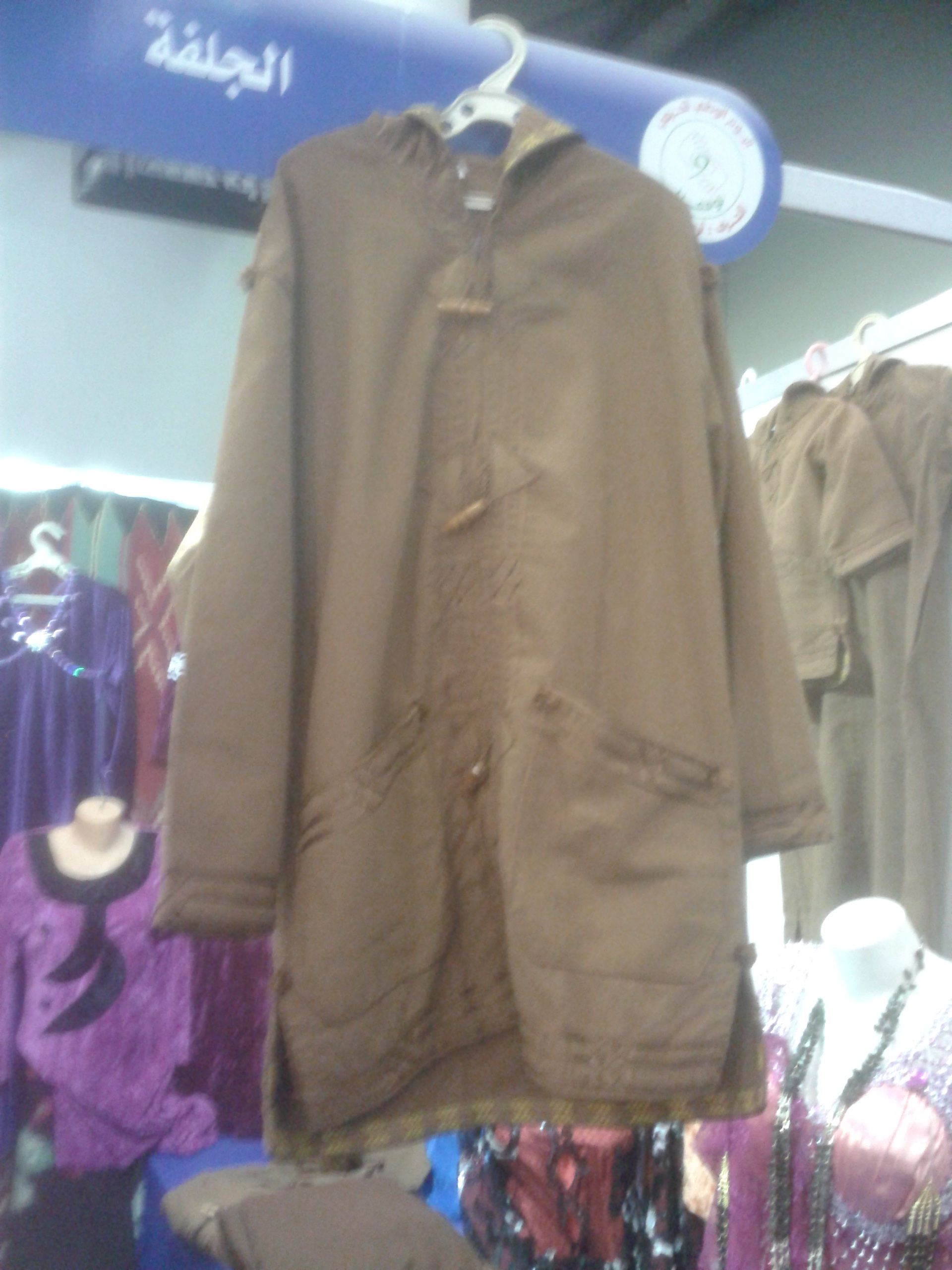
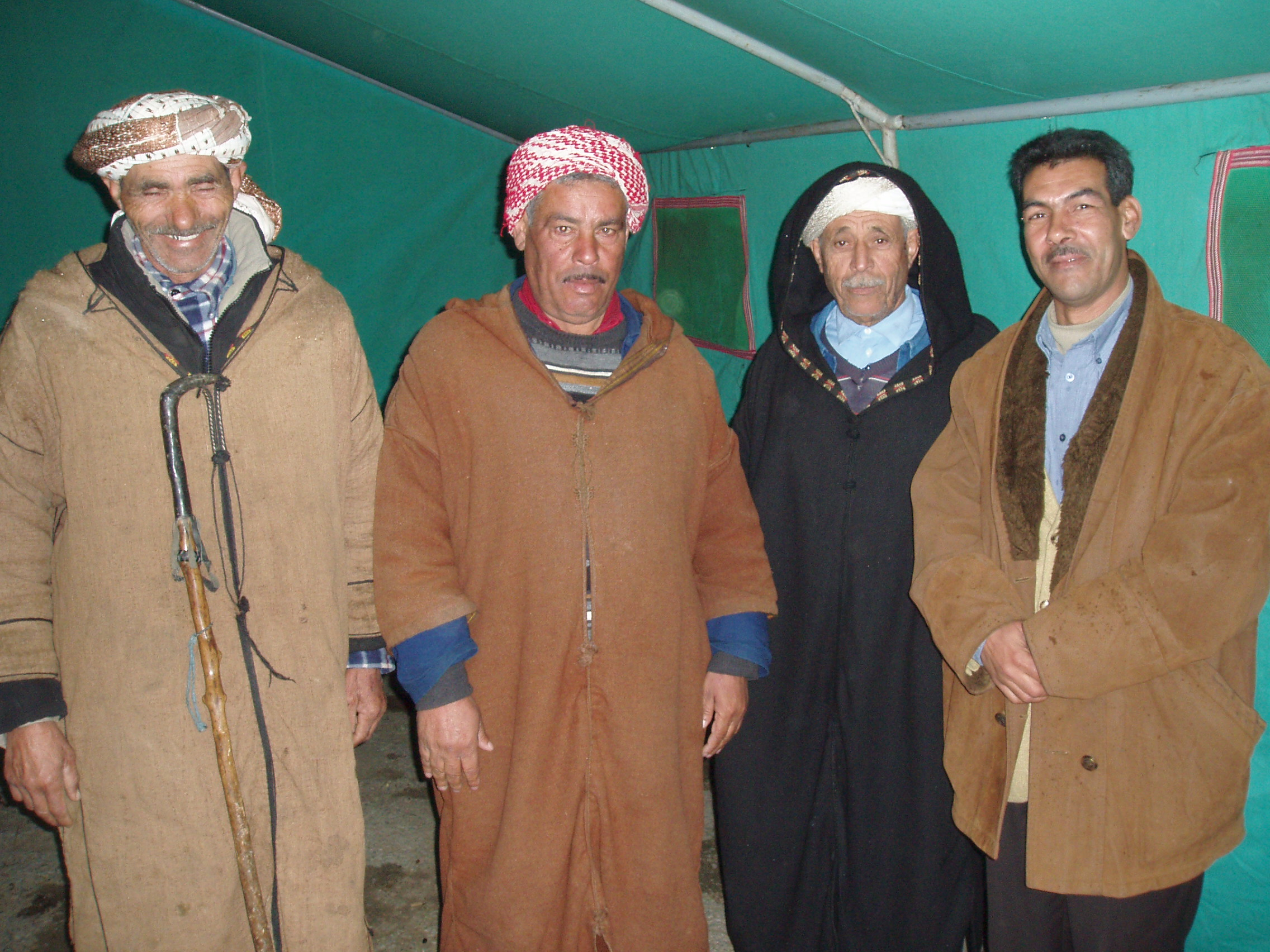
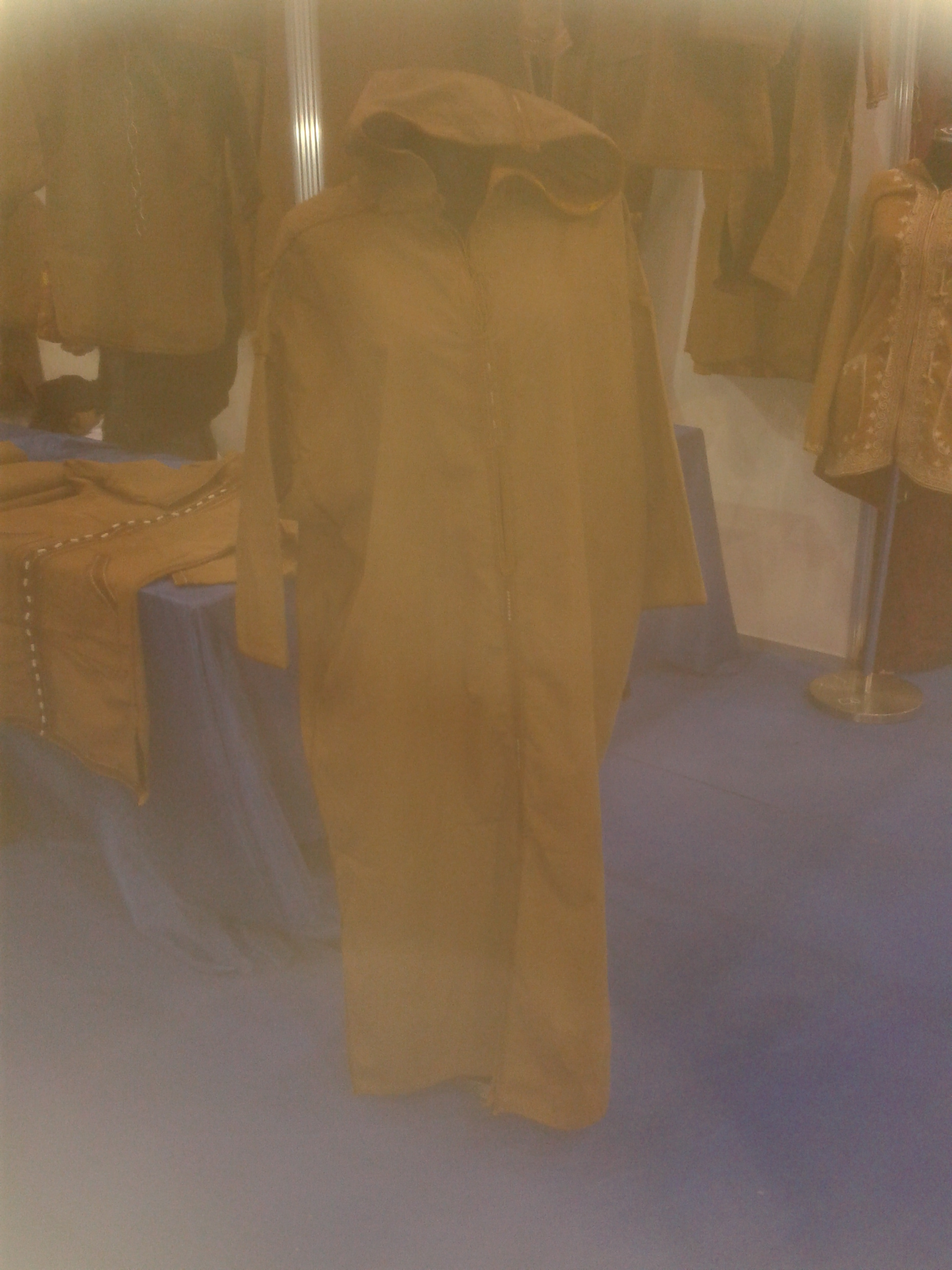